# Cardioide

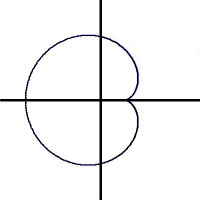
Cardioide

In geometria la cardioide è una curva e più precisamente una epicicloide con una e una sola cuspide. Essa è quindi una curva che si può ottenere tracciando il percorso di un punto scelto su una circonferenza che viene fatta rotolare senza scivolamenti intorno ad un'altra circonferenza di raggio uguale e mantenuta fissa. La cardioide può anche essere vista come un caso particolare di limaçon.
Il suo nome esprime la sua forma di un cuore stilizzato e deriva dal greco kardioeides = kardia (cuore) + eidos (forma).

## Equazioni

realizzazione di una cardioide

La cardioide, dato che è una epicicloide con una cuspide, è individuata dalle seguenti equazioni parametriche in cui la lunghezza del raggio di entrambi i cerchi è uguale a {\displaystyle r}:
{\displaystyle x(\theta )=r(1-2\cos \theta +\cos 2\theta ),\qquad \qquad (1)}
{\displaystyle y(\theta )=r(2\sin \theta -\sin 2\theta ).\qquad \qquad (2)}
Questa curva viene individuata anche dall'equazione in coordinate polari
{\displaystyle \rho =2r(1-\cos \theta ).}
Nelle formule successive si porrà il raggio uguale a {\displaystyle r={1 \over 2}.}
In particolare le sopracitate equazioni parametriche descrivono una epicicloide che ha la cuspide nell'origine e che si sviluppa verso destra.

### Dimostrazione
La coordinata polare radiale {\displaystyle \,\rho (\theta )} è data da :{\displaystyle \rho (\theta )={\sqrt {x^{2}(\theta )+y^{2}(\theta )}}}
{\displaystyle ={\sqrt {\left({1 \over 2}-\cos \theta +{1 \over 2}\cos 2\theta \right)^{2}+\left(\sin \theta -{1 \over 2}\sin 2\theta \right)^{2}}}.}
Sviluppando
{\displaystyle \rho ={\sqrt {{1 \over 4}+\cos ^{2}\theta +{1 \over 4}\cos ^{2}2\theta -\cos \theta +{1 \over 2}\cos 2\theta -\cos \theta \cos 2\theta +\sin ^{2}\theta +{1 \over 4}\sin ^{2}2\theta -\sin \theta \sin 2\theta }}} .
Ora si può semplificare osservando che 
{\displaystyle \cos ^{2}\theta +\sin ^{2}\theta =1,\qquad \qquad {\mbox{(id. trigonometrica)}}}
{\displaystyle {1 \over 4}\cos ^{2}2\theta +{1 \over 4}\sin ^{2}2\theta ={1 \over 4},\qquad \qquad {\mbox{(come sopra)}}}
{\displaystyle \cos \theta \cos 2\theta +\sin \theta \sin 2\theta =\cos(\theta -2\theta )=\cos -\theta =\cos \theta .\ }
Quindi
{\displaystyle \rho ={\sqrt {{1 \over 4}+1+{1 \over 4}-2\cos \theta +{1 \over 2}\cos 2\theta }}}
{\displaystyle ={\sqrt {{3 \over 2}-{4 \over 2}\cos \theta +{1 \over 2}\cos 2\theta }}}
{\displaystyle ={\sqrt {3-4\cos \theta +\cos 2\theta  \over 2}}.}
A questo punto, grazie all'identità trigonometrica
{\displaystyle \cos 2\theta =\cos ^{2}\theta -\sin ^{2}\theta =2\cos ^{2}\theta -1,\qquad } ,
segue che 
{\displaystyle \rho ={\sqrt {3-4\cos \theta +2\cos ^{2}\theta -1 \over 2}}={\sqrt {2-4\cos \theta +2\cos ^{2}\theta  \over 2}},}
{\displaystyle \rho ={\sqrt {1-2\cos \theta +\cos ^{2}\theta }}=1-\cos \theta ,}
QED.

## Quantità geometriche
Di seguito, alcuni valori geometrici che caratterizzano la cardioide.

### Lunghezza
Usando l'equazione polare della cardioide, ogni punto che appartiene alla curva ha coordinate:
{\displaystyle x(\theta )=\rho (\theta )\cos(\theta )}
{\displaystyle y(\theta )=\rho (\theta )\sin(\theta )}
La lunghezza della cardioide è quindi calcolabile con:
{\displaystyle \int ||{\dot {\gamma }}(\theta )||d\theta =\int _{0}^{2\pi }{\sqrt {{\dot {x}}^{2}+{\dot {y}}^{2}}}d\theta }
Inserendo le equazioni nell'integrale e ricordando le formule di bisezione si ottiene:
{\displaystyle {\sqrt {2}}\int _{0}^{2\pi }{\sqrt {1+cos\theta }}d\theta =2\int _{0}^{2\pi }\left|\cos {\frac {\theta }{2}}\right|d\theta =8\left[\sin {\frac {\theta }{2}}\right]_{0}^{\pi }=8}
La lunghezza della cardioide è quindi pari ad {\displaystyle 8}.

### Area
L'area della cardioide si può calcolare direttamente in coordinate polari, ricordando:
{\displaystyle \int dxdy=\int \rho d\rho d\theta }
Si ha allora:
{\displaystyle {\frac {1}{2}}\int _{0}^{2\pi }\rho ^{2}d\theta ={\frac {1}{2}}\int _{0}^{2\pi }(1-cos\theta )^{2}d\theta ={\frac {3}{2}}\pi }
L'area della cardioide è {\displaystyle {\frac {3}{2}}\pi }
Se si considera un diametro diverso da quello unitario, la formula generale per il calcolo dell'area è:
{\displaystyle A=6\pi r^{2}}
ovvero 6 volte l'area dei cerchi di riferimento.

### Baricentro
Il baricentro di una cardioide uniforme ha, per ragioni di simmetria, ordinata nulla.
Per l'ascissa:
{\displaystyle Ax_{G}=\int xdxdy}
Dove {\displaystyle A} è l'area della cardioide.
In coordinate polari si ha quindi:
{\displaystyle \int \rho ^{2}\cos \theta d\rho d\theta ={\frac {1}{3}}\int _{0}^{2\pi }\rho ^{3}\cos \theta d\theta }
Attraverso semplici passaggi, tale quantità risulta {\displaystyle -{\frac {15}{12}}\pi }.
Da cui si ricava {\displaystyle x_{G}=-{\frac {5}{6}}}.
Il baricentro della cardioide ha quindi coordinate {\displaystyle (x_{G};y_{G})=\left(-{\frac {5}{6}};0\right)}.

## Cardioide di rotazione
Si supponga di far ruotare la cardioide attorno al suo asse di simmetria. Siano le ascisse tale asse.
Per coerenza con le definizioni delle coordinate sferiche, si consideri di far ruotare attorno all'asse soltanto la porzione di cardiode con ordinate positive. Tale richiesta equivale a imporre che l'angolo latitudinale {\displaystyle \theta } vari tra {\displaystyle 0} e {\displaystyle \pi }.

### Volume
Integrando in coordinate sferiche, si ha:
{\displaystyle \int dxdydz=\int \rho ^{2}\sin \theta d\theta d\rho d\phi }
Dove {\displaystyle \phi } è l'angolo longitudine che misura l'ampiezza della rotazione. Se la rotazione è completa, {\displaystyle \phi } varia tra {\displaystyle 0} e {\displaystyle 2\pi }. Si supponga di far ruotare la cardioide attorno al suo asse di un angolo {\displaystyle \alpha }. Si ha:
{\displaystyle \int \rho ^{2}\sin \theta d\theta d\rho d\phi =\alpha {\frac {1}{3}}\int _{0}^{\pi }\rho ^{3}\sin \theta d\theta }
Attraverso semplici passaggi, tale quantità risulta pari a {\displaystyle \alpha {\frac {4}{3}}}.
Se la rotazione è completa, si ha quindi che il volume del solido di rotazione che si ottiene vale  {\displaystyle {\frac {8}{3}}\pi }.

## Altre proprietà
La cardioide può considerarsi come una particolare chiocciola di Pascal, l'unica dotata di una cuspide.
La cardioide risulta anche essere una trasformata inversa di una parabola.
La estesa figura centrale nera di un insieme di Mandelbrot è una cardioide. Tale cardioide è circondata da una configurazione frattale di cerchi.